# Dicymbium facetum
Dicymbium facetum là một loài nhện trong họ Linyphiidae.
Loài này thuộc chi Dicymbium. Dicymbium facetum được Ludwig Carl Christian Koch miêu tả năm 1879.